# Kathedraal van Lodève
De Sint-Fulcrankathedraal is een middeleeuwse gotische kerk in Lodève in de Franse regio Languedoc-Roussillon. De kathedraal is gewijd aan Sint Fulcran. Het is een monument in het departement van de Hérault, sinds 1840 opgenomen op de Franse Monumentenlijst.
Oorspronkelijk was de kathedraal gewijd aan de heilig verklaarde martelaar Genesius (Geniez, Geniès, Genès), een griffier van Arles uit de 3e eeuw. Vanaf 1410 werd in de kerk Sint Fulcran vereerd, een 10e-eeuwse bisschop van Lodève.
Tijdens de godsdienstoorlogen zijn grote delen van de kerk en het gehele interieur vernietigd.
Het polychrome orgel is een meesterwerk van Rococo. Het is geplaatst op een stenen platform met ijzeren balustrade, en dateert van 1754. Het werd gefabriceerd door Jean-François L'Epine. Het originele instrument werd in 1882 herbouwd door Théodore Puget van Toulouse.